# Улуковье (Гомельский район)
Улуковье (бел. Улу́каўе) — агрогородок в Гомельском районе Гомельской области Республики Беларусь. Административный центр Улуковского сельсовета.

## География

### Расположение
В 2 км от железнодорожной станции Берёзки (на линии Гомель — Унеча), 4 км от Гомеля.

### Гидрография
На реке Ипуть (приток реки Сож).

## Транспортная сеть
Рядом автодорога Добруш — Гомель. Планировка состоит из чуть изогнутой улицы, ориентированной с юго-востока на северо-запад. Застроена двусторонне, плотно, преимущественно деревянными домами усадебного типа.

## История
По письменным источникам известна с XIX века как деревня Луковье в Гомельской волости Белицкого уезда Могилёвской губернии, во владении Фащей. Хозяин одноименного фольварка, располагавшемся рядом, в 1854 году владел здесь 1303 десятинами земли, которые достались ему в наследство. В 1890 году начал работу крахмальный завод, в 1894 году — винокурня. Согласно переписи 1897 года в фольварке располагались хлебозапасный магазин и винокурня. В 1909 году 318 десятин земли, в Гомельском уезде Могилёвской губернии. В фольварке 1370 десятин земли.
20 июля 1920 года создан сельскохозяйственный кооператив, в 1925 году — совхоз «Улуковье». В 1926 году работали почтовый пункт, школа, лавка. С 8 декабря 1926 года центр Улуковского сельсовета Гомельского района Гомельского округа (до 26 июля 1930 года), с 20 февраля 1938 года Гомельской области. В 1930 году организован колхоз, работали паровую мельницу, круподробилка, кузница. Во время Великой Отечественной войны немецкие оккупанты в сентябре 1943 года полностью сожгли деревню и убили 13 жителей. Освобождена 17 октября 1943 года. В боях за деревню и окрестность погибли 180 советских солдат (похоронены в братской могиле в центре деревни). На фронтах и в партизанской борьбе погибли 229 жителей, в память о которых в 1977 году рядом с братской могилой установлена мемориальная стена с именами павших. В 1959 году центр совхоза «Тепличный». Расположены комбинат бытового обслуживания, 9-летняя и музыкальная школы, детский сад, больница, клуб, библиотека, ветеринарный участок, отделение связи, кафе, 3 магазина.
В состав Улуковского сельсовета до 1962 году входили ныне не существующие посёлок Назарет и деревня Новый Двор.

## Население

### Численность
- 2004 год — 203 хозяйства, 738 жителей

### Динамика
- 1886 год — 39 дворов, 199 жителей
- 1897 год — 50 дворов, 333 жителя (согласно переписи)
- 1909 год — 58 дворов, 410 жителей
- 1926 год — 77 дворов
- 1940 год — 115 дворов, 622 жителя
- 1959 год — 492 жителя (согласно переписи)
- 2004 год — 203 хозяйства, 738 жителей

## Культура
- Дом культуры

## Достопримечательность
- Братская могила (1943) —  Историко-культурная ценность Республики Беларусь, шифр 313Д000224
- Аллея деревьев ко Дню народного единства (16.09.2022)

## Известные уроженцы
- Г. С. Сорокина — Герой Социалистического Труда.